# Улипо
Улипо (на френски: Oulipo, Ouvroir de littérature potentielle, букв. Цех за потенциална литература) е група от писатели и математици (първоначално, по-късно и от други учени), които при писането на творбите си нарочно налагат известни и въвеждат нови изкуствени ограничения, например относно стихотворния размер или отказването от определени букви.
Създаден е на 24 ноември 1960 г. в Париж от математика Франсоа льо Лионе и писателя Реймон Кьоно като подразделение на Колежа по 'патафизика под наименованието Семинар по експериментална литература (SLE).
Групата дефинира понятието „потенциална литература“ като (приблизителен превод): „търсенето на нови структури и форми, които могат да бъдат използвани от писателите по такъв начин, по какъвто им се харесва“

## Членове основатели
- Ноел Арно (1919 – 2003)
- Жак Бен (1931 – 2001)
- Клод Берж (1926 – 2002)
- Жак Дюшато (1929 – 2017)
- Еманюел Пейе (1913 – 1973)
- Франсоа Льо Лионе (1901 – 1984)
- Жан Лекюр (1912 – 2005)
- Реймон Кьоно (1903 – 1976)
- Жан Кевал (1913 – 1990)
- Албер-Мари Шмид (1901 – 1966)

## Други членове
Годините на влизане в групата са посочени в скоби
- Мишел Оден (2009)
- Валери Бодуен (2003)
- Марсел Бенабу (1970)
- Едуардо Берти (2014)
- Андре Блавии
- Пол Брафор (1961)
- Итало Калвино (1974)
- Франсоа Карадек (1983)
- Бернар Серкилини (1995)
- Рос Чеймбърс (1961)
- Стенли Чапман (1961)
- Марсел Дюшан (1962)
- Люк Етиен (1970)
- Фредерик Форте (2005)
- Пол Фурнел (1972)
- Ан Ф. Гарета (2000)
- Мишел Гранго (1995)
- Жак Жуе (1983)
- Ерве Льо Телие (1992)
- Етиен Льороа (2012)
- Даниел Левин Бекер (2009)
- Пабло Мартин Санчез (2014)
- Хари Матюс (1973)
- Мишел Метай (1975)
- Иан Монк (1998)
- Оскар Пастиор (1992)
- Жорж Перек (1967)
- Пиер Розенщил (1992)
- Жак Рубо (1966)
- Оливие Салон (2000)

## Известни творби
- Упражнения по стил на Реймон Кьоно
- Сто хиляди милиарда стихотворения на Реймон Кьоно – авторът се вдъхновява от детските книжки, в които рисунки на хора са нарязани на хоризонтални ленти, позволяващи различните ленти да се комбинират и да дадат нова рисунка. Книгата Сто хиляди... съдържа 10 сонета, всеки нарязан на 14 лентички, по един стих на ред. Така с редовете могат да се правят най-различни комбинации, а за прочитането на всичките са необходими около 200 млн. години.
- Ако пътник в зимна нощ на Итало Калвино

## Налагани ограничения
Авторите експериментират, налагайки си изкуствени ограничения, очаквайки интересен резултат. Например:
- Едно ограничение може да бъде метода (N+7): всяко съществително в текста е заменено със съществителното, намиращо се на 7 реда след първото в речника;
- Снежна топка: стихотворение, в което всеки стих е по една дума, а всеки следващ ред е с дума по-дълга с една буква;
- Липограма: творба, в която не се използва дадена буква;
- Палиндроми